# Stublca
Stublica (cyr. Стублица) – wieś w Serbii, w okręgu rasińskim, w gminie Trstenik. W 2011 roku liczyła 179 mieszkańców.